# El retrat del meu fill Jordi
El retrat del meu fill Jordi és un retrat escultòric que Joan Rebull Torroja va fer sobre el seu fill Jordi, que es troba exposat al Museu Abelló.
Aquest artista va ser considerat un dels més importants del segle xx a Catalunya. L'any 1981 li va ser concedida la Medalla d'Or de la Generalitat de Catalunya. Durant el període essencial de lacseva trajectòria d'escultor, realitza un conjunt de figures i caps, d'un realisme totalment original basat en "la raó i l'instint" de plàstica i poesia. Una d'elles, «El retrat del meu fill Jordi», la primera obra mestra on intenta donar el sentit d'una representació de la realitat purificada i de síntesis de percepció i mida. Un art com el de l'antiguitat és el que representava Rebull, la realitat des del coneixement, un realisme persuadit per la seva concepció volumètrica i la claredat formal. Rafael Benet definia l'expressió plàstica de Rebull com el caràcter de la realitat reinventada i materialitzada que oferia una visió artística de la realitat ingènua i primigènia.
Un tema molt especial i estimat per ell són els caps dels nens. Els caps dels nens i nenes té, en el cas de Rebull, una significació especial perquè els models eren els seus fills.
Aquest cap de nen té a més unes certes condicions que difícilment trobarem en altres caps de nens d'altres escultors. Per exemple: l'austeritat i les concessions, on no hi havia ni senyals del cabell ni de l'expressió facial, és a dir, si reia, si estava content, feliç… És el nen tal com és de petit, mostrat un pèl aspre i una mirada destacada. Tots els nens que feia, Rebull hi posava molta importància als ulls. Gran part d'escultures seves presenten els ulls pintats, perquè mostrava molt d'interès a la mirada dels nens, segurament també per reforçar l'expressió. L'important per ell no era l'efecte decoratiu ni tan sols els retrats fidels, sinó aquesta capacitat de la infància de descobrir tot el que els envolta. I aquesta descoberta dels nens petits que encara no parlen, encara no es belluguen gaire, es fa amb la mirada. Intenta representar amb la mirada uns ulls oberts al món que descobreixen, busquen i observen tot allò que els envolta, l'entorn immediat i directe de la criatura gairebé acabada de néixer.
Aquest nen és el Jordi, el seu primer fill, el primer cap d'en Jordi el va fer l'any 1917. Després va començar a repetir diverses vegades altres caps de nens utilitzant el mateix model del seu fill Jordi amb els ulls pintats.
Des d'inicis de la seva vida artística, Rebull treballà l'escultura amb diversitat de materials, sense que suposés un entrebanc. Ni el fang, ni el marbre, ni la pedra, ni la fusta es resistiren a la seva intuïtiva habilitat creativa escultòrica. Sense fugir de la idea bàsica que tendia a la pura plasticitat de la figura, l'ús de diferents materials podia donar un resultat desigual, sobretot quant a textura de la superfície. Perquè cada material es deixa treballar d'una forma diferent i demana un tractament específic. Aquesta obra esculpida presenta els trets de la cara dibuixats amb més concisió, i la sensació de sòbria austeritat s'accentua. Sempre queda impresa l'essència artística de Rebull, per la qualitat i el bon ofici, així com per la coherència en el concepte escultòric, el resultat té indefectiblement el segell inequívoc de la seva mà.

## Descripció
Representa el bust d'un nen petit. En aquest cas, sabem que és el retrat del fill l'escultor. L'escultura també té un aire classicista, però a la vegada l'envolta una atmosfera noucentista per acostar-se a una simplicitat gairebé arcaica que recorda al realisme sintètic i hieràtic de l'art egipci o sumeri, tot nu d'ornaments. Del rostre també es desprèn certa tendresa. L'obra El retrat del meu fill Jordi està realitzada per la tècnica pedra tallada d'Ulldecona.

## Història
Els retrats escultòrics també esdevenen un tema recurrent dins la trajectòria artística de Rebull. Va representar a personatges reals i coneguts pròxims, molts d'ells encàrrecs. Precisament, en una ocasió va retratar a l'Abelló. Tot ho feia de forma espontània, retratant amics i familiars. Els seus fills els va retratar en les diferents etapes de la infància, formant una nodrida sèrie de retrats de gran intensitat, serenitat i tendresa. En els seus retrats, defineix els trets personals del model, amb una gran individualitat. Són d'una gran simplicitat formal, on cap ornament distreu l'essència del rostre.

## Estat de conservació
Presenta un bon estat de conservació. Es manté en condicions estables d'humitat i temperatura.

## Exposicions
L'escultura ha estat exposat als següents llocs:
- Joan Rebull, Museu Abelló. Mollet del Vallès, 20/10/2000 - 21/01/2001
- LaMolla. Mirall d'una època, Museu d'Art Jaume Morera. Lleida, 26/10/2010 - 30/01/2011
- LaMolla. Mirall d'una època, Torreón de Lozoya, Segòvia, 11/02/2011 - 30/05/2011
- La Mirada de l'Artista, Museu Abelló. Mollet del Vallès, 01/03/1999 - 21/01/2007